# Штахлеркопф
Штахлеркопф (нім. Stachlerkopf) — гора в Ліхтенштейні, висотою — 2 071 м. Ця гора належить до гірського масиву Ретікон в Східних Альпах.
Гора розташована в східній частині Ліхтенштейну. На схід від столиці країни — Вадуца, в її підніжжі розкинулася комуна-община Трізенберг і поміж головного гірськолижного курорту країни в селі Мальбун та історичною місциною — селом Штег.